# اوچارکای روسیه جنوبی
اوچارکای روسیه جنوبی (به انگلیسی: South Russian Ovcharka)، نام یکی از نژادهای سگ است که خاستگاه آن به اوکراین، روسیه بازمی‌گردد.